# Stadtbezirksklasse 2
Die Schiffe der Stadtbezirksklasse 2, das Typschiff Treptow und sieben Serienschiffe dieser Klasse, wurden von 1969 bis 1980 auf der ehemaligen Karl-Grieseler-Werft Mukrena gebaut.

## Geschichte
Die Yachtwerft Berlin war ursprünglich als Bauwerft vorgesehen, war jedoch ausgelastet, daher wurde die vorwiegend mit Schiffsreparaturen beschäftigte Schiffswerft in Mukrena an der Saale (die ehemalige Karl-Grieseler-Werft) mit dem Bau dieser Serie beauftragt.
Für das Fahrtgebiet im Berliner Raum war das Typschiff der Stadtbezirksklasse 2, die Treptow, etwas zu kurz, denn sie wurde im Finowmaß gebaut. Dieser ursprüngliche Schiffstyp wurde verlängert, die Brücke wurde sehr weit nach vorn an den Bug verlegt und der Maschinenraum wurde tiefer gelegt. Die Fahrgasträume wurden wegen der niedrigen Brücken in Berlin zur Hälfte im Überwasserbereich und zur Hälfte unterhalb der Wasserlinie angeordnet.
Der Serienbau begann 1972 mit dem Schiff Fontane für die Weiße Flotte in Waren (Müritz). Die weiteren Schiffe wurden über einen Zeitraum von acht Jahren mit jährlicher Ablieferung gebaut. Die Weiße Flotte in Berlin erhielt fünf Schiffe und die Weiße Flotte in Waren zwei Schiffe.

## Die Schiffe der Serie
Alle Schiffe dieses Schiffstypes sind auch heute noch  aktiv in Deutschland unterwegs.
Die Fahrgastschiffe Treptow, Friedrichshain, Lichtenberg, Pankow und Prenzlauer Berg fahren für die Stern und Kreisschiffahrt in Berlin. Die Phantasia mit Heimathafen Hennigsdorf fährt für die Reederei Grimm & Lindecke, die über ein Büro in Berlin-Mitte verfügt mit Anlegern am Schiffbauerdamm 2, am Nordhafen, der Rummelsburger Bucht, in Schmetterlingshorst sowie in Hennigsdorf und Oranienburger Stadthafen. Die Weiße Flotte Müritz GmbH bereedert die Fontane und die Lübz fährt für die Weiße Flotte (Schwerin). Sie hat 2001 die kleinere Vidin ersetzt, die jetzt als Spree im Berliner Raum von der Reederei Kutzker eingesetzt wird.
| Stadtbezirksklasse 2 | Stadtbezirksklasse 2 | Stadtbezirksklasse 2 | Stadtbezirksklasse 2 | Stadtbezirksklasse 2  | Stadtbezirksklasse 2 | Stadtbezirksklasse 2 |                                                 |
| Nr.                  | Heutiger Name        | Bauname              | Bild                 | L/B/T                 | Pers.                | Stapellauf           | Nachweis                                        |
| -------------------- | -------------------- | -------------------- | -------------------- | --------------------- | -------------------- | -------------------- | ----------------------------------------------- |
| 1                    | Treptow              | Stolzenfels          |                      | 40,10 m/5,01 m/0,95 m | 250                  | 1969                 | Stern und Kreisschiffahrt                       |
| 2                    | Fontane              | Fontane              |                      | 39,44 m/5,08 m/1,55 m | 170                  | 1972                 | [ 4 ]                                           |
| 3                    | Lübz                 | Köpenick             |                      | 39,58 m/5,10 m/1,55 m | 286                  | 1974                 | Weiße Flotte (Schwerin)                         |
| 4                    | Friedrichshain       | Friedrichshain       |                      | 39,56 m/5,08 m/1,40 m | 250                  | 1975                 | Stern und Kreisschiffahrt                       |
| 5                    | Lichtenberg          | Lichtenberg          |                      | 39,56 m/5,08 m/1,40 m | 250                  | 1976                 | Stern und Kreisschiffahrt                       |
| 6                    | Pankow               | Pankow               |                      | 39,56 m/5,08 m/1,40 m | 150                  | 1977                 | Stern und Kreisschiffahrt                       |
| 7                    | Phantasia            | Richard Wossidlo     |                      | 39,44 m/5,08 m/1,20 m | 200                  | 1978                 | Grimm & Lindecke – Spree & und Havelschifffahrt |
| 8                    | Prenzlauer Berg      | Prenzlauer Berg      |                      | 39,65 m/5,08 m/1,40 m | 108                  | 1980                 | Stern und Kreisschiffahrt                       |

## Fahrtgebiete

### Waren (Müritz)
Die Weiße Flotte in Waren (Müritz) befährt die Mecklenburger Seenplatte und läuft Häfen zwischen der Müritz, dem Plauer See und Rheinsberg an.

### Berlin
Das ursprüngliche Fahrtgebiet waren Spreerundfahrten durch die geteilte Innenstadt von Berlin bzw. Rundkurse zum Müggelsee. Bis zum Fall der Mauer wurde das Fahrtgebiet immer weiter eingeschränkt. Seit dem Fall der Mauer stehen die Reviere im Umland von Berlin wieder zur Verfügung.